# 陈月芳 (篮球运动员)
陈月芳（1963年5月1日—2000年9月18日），中国女子篮球运动员。她在1984年夏季奥林匹克运动会中，参加了女子篮球比赛并获得团体铜牌。2000年，她在兰州病逝，时年37岁。